# Ja'far ibn Fallah
Ja'far ibn Fallah (en tamazight : ⴵⵄⴼⵕ ⴱⵏ ⴼⴰⵍⴰⵃ, ou ibn Falah) est un général berbère musulman chiite issu de la tribu des Kutama qui fut au service du califat fatimide,. Il fut commandant de la conquête de l'Égypte, aux côtés du général Jawhar al-Siqilli et commandant de la conquête de la Palestine, ainsi que de la prise de Ramla en 969,. Il prendra aussi Damas la troisième semaine de novembre 970,. Il vient même à assiéger Antioche, dans l'Empire byzantin, mais sera défait. Il sera battu par les Qarmates,en 971.Il est le père de Ali ibn Ja'far ibn Fallah. 

## Biographie
Au cours de l'été 969, les troupes des Fatimides d'Ifriqiya, sous le commandement de Jawhar al-Siqilli, conquièrent l'Égypte jusque là dirigée par les Ikhshidid. La seule résistance fut celle des régiments de l'armée Ikhshidid barricadés sur l'île de Rawdah près de la capitale, Fustat, mais le Nil était bas et les troupes berbères Kutama des Fatimides l'ont rapidement traversé et ont massacré les troupes d'Ikhshidid. Ja'far ibn Fallah a joué un rôle déterminant dans ce succès : il a non seulement dirigé les troupes fatimides qui ont traversé la rivière, mais aussi, selon al-Maqrizi, a capturé les bateaux utilisés pour le faire à partir d'une flotte envoyée par les loyalistes d'Ikhshidid de Basse Egypte. 
Au même moment, plus au nord, l'Empire byzantin s'empare d'Antioche. Saisis de l'esprit du jihad et visant à légitimer leur règne, les Fatimides utilisent l'avancée byzantine sur Antioche et la menace « infidèle » comme un élément majeur de leur propagande visant la région nouvellement conquise, avec des promesses de restaurer un gouvernement juste. Jawhar envoie donc Ja'far ibn Fallah pour envahir la Palestine, où les Ikhshidids restants résistaient,. 
Ibn Fallah vainc et capture le gouverneur Ikhshidid al-Hasan ibn Ubayd Allah ibn Tughj et prend Ramla, la capitale de la province de Palestine, le 24 mai 970. Il s'en prend ensuite à Tibériade, détenu par le ghulam Fatik et ses alliés bédouins Banu Uqayl. Fatik est tué par trahison, tandis qu'Ibn Fallah utilise d'autres tribus bédouines, les Banu Murra et les Banu Fazara, pour conduire l'Uqayl au nord vers Homs. À la nouvelle de ces événements, le gouverneur de Damas nommé par les Ikhshidid, Shamul, se rend aux Fatimides,. Après que les soldats Kutama d'Ibn Fallah aient maltraité et se soient appropriés une délégation de citoyens de premier plan, les Damascènes se mettent à résister et établissent un gouvernement de leur propre, sous l'abbasside Ibn Abi Ya'la et un certain Muhammad ibn Asuda. La milice damascène chasse les premiers détachements de l'armée fatimide qui sont apparus devant les murs de la ville, mais dès qu'Ibn Fallah lui-même avec le gros de ses forces apparaît devant la ville en novembre, ils furent repoussés derrière les murs de la ville et forcés de se rendre. En contraste frappant avec la clémence que Jawhar avait montrée à Fustat, Ibn Fallah a imposé des conditions humiliantes à Damas, exigeant que les femmes sortent et laissent leurs cheveux à l'air. Lors de la prise de contrôle de la ville, les Kutama ont pillé les marchés et se sont affrontés avec la population pendant trois jours, après quoi Ibn Fallah a exécuté plusieurs citoyens éminents. Cela calma la situation un moment, puis Ibn Fallah sécurisa Damas en érigeant une citadelle dans la ville, mais cela laissa un héritage de haine envers les Fatimides et leurs troupes berbères dans la ville,.